# Luka Jelić
Luka Jelić (Vranjic, 22. prosinca 1864. – Kaštel Stari, 3. veljače 1922.) hrvatski povjesničar i arheolog

## Životopis
Pučku školu pohađao je u rodnom mjestu, klasičnu gimnaziju u Splitu, a studij bogoslovije u Zadru. U Rimu i Beču nastavio je školovanje i usavršavanje, koja je završio doktoratom. Za svećenika zaređen je 1. studenoga 1887. Bio je profesor crkvene povijesti i kanonskog prava na Bogosloviji u Zadru.

## Djela
- "Zvonik spljetske stolne crkve", Tiskara i litografija C. Albrechta, Zagreb, 1896.